# Maija Könkkölä
Eeva Maija Könkkölä, född Elomaa den 4 augusti 1947 i Vasa, död 26 mars 2012 i Helsingfors, var en finländsk arkitekt.
Maija Könkkölä utexaminerades från Tekniska högskolan i Helsingfors 1975 trots att hon under studietiden förlorade synen till följd av diabetes. Hon arbetade främst med tillgänglighet och anpassning av byggda miljöer för människor med funktionsnedsättningar, ett område på vilket hon blev erkänd såväl i Finland som utomlands. År 1981 utsågs hon av Finlands yrkeskvinnors förbund till Årets kvinna.
Från 1976 var hon gift med riksdagsledamoten Kalle Könkkölä.

## Publikationer i urval
- Asunto vammaiselle, 1988

svensk utgåva: Bostäder för handikappade, 1989
- Esteetön asuinrakennus, 2003